# Sidelenhorn
Das Sidelenhorn (auch Zeltspitz) ist ein 3217 m ü. M. hoher Berg in den südlichen Urner Alpen, etwa drei Kilometer nördlich des Furkapass. Über seinen Gipfel verläuft die Grenze der Schweizer Kantone Uri und Wallis.

## Geographische Lage
Südlich des Sidelenhorns liegt, durch die Sidelenlücke (3109 m ü. M.) getrennt, das Gross Furkahorn, das über das Klein Furkahorn zum Furkapass abfällt. Nach Norden führt ein Grat in den 3113 m ü. M. hohen Galensattel, von dem der Galengrat auf den Galenstock leitet. Westlich fliesst der untere Teil des Rhonegletschers, im Osten befindet sich das Becken des Sidelengletschers.

## Gipfelrouten
Der Normalweg führt vom Hotel Belvédère über den Rhonegletscher und den Galengletscher in den Galensattel, von dort in der Westflanke über lose Blöcke zum Gipfel. Die leichte Hochtour wurde 1892 durch O. Kielsberg und J.J. Schiesser mit Zgraggen erstbegangen. Der Südostgrat von der Sidelenlücke bietet kurze Kletterei im IV. Schwierigkeitsgrad.